# 东四十条
39°55′56″N 116°25′03″E / 39.93227°N 116.41740°E
东四十条是位于中国北京市东城区东部的一条胡同，现已拓宽为交通干道。

## 简介
东四十条东起东四十条立交桥西侧，西到张自忠路东端，与东四北大街交叉。因为在东四北大街东侧各胡同中排列顺序为第十而得名。清朝时称“十条胡同”。《宸垣识略》载：庵在十条胡同，“五岳庵，明建，羽士居之，内供五岳真形图”，今已废。
1953年，修建下水道时，将马路拓宽，并拆除了北门仓的一部分，开通城外道路。1965年，在北京市整顿地名时，将甜水井并入。文化大革命中，东四十条一度改称“卫东路”。1979年东四十条立交桥建成之后，东四十条成为北京通向城外的主要道路之一。东四十条东端路南，旧为南新仓所在地。